# Gradur
Wanani Gradi Mariadi (Roubaix, 28 november 1990), beter bekend als Gradur is een Frans-Congolees rapper, uit het Noorderdepartement. 

## Discografie

### Albums
| Jaar | Album          | Positie hitlijst | Positie hitlijst | Positie hitlijst | Positie hitlijst |
| Jaar | Album          | FR               | BEL (Wa)         | SWI              |                  |
| ---- | -------------- | ---------------- | ---------------- | ---------------- | ---------------- |
| 2012 | L'homme au bob | 1                | 2                | 12               |                  |

### Mixtapes
- ShegueyVara (2014)
- ShegueyVara Vol. 2 (2015)

- Gemeinsame Normdatei: 1204395497
- MusicBrainz: ee3f3f84-e95f-4381-83b7-8165c022d760
- Virtual International Authority File: 317031724